# سکوبلوو (استان لووچ)
سکوبلوو (به بلغاری: Skobelevo) یک منطقهٔ مسکونی در بلغارستان است که در شهرستان لووچ واقع شده‌است.